# Sykes-Gletscher
Der Sykes-Gletscher ist ein Gletscher im ostantarktischen Viktorialand. Er fließt in nördlicher Richtung unmittelbar östlich des Plane Table in der Asgard Range.
Das New Zealand Antarctic Place-Names Committee benannte ihn nach dem neuseeländischen Filmregisseur Jeremy Sykes (1935–1969), der bei einem Hubschrauberabsturz am nahegelegenen Mount McLennan am 19. November 1969 ums Leben kam.